# Kronika Općine Čeminac
Kronika Općine Čeminac, časopis Općine Čeminac. Prvi broj izdan je početkom siječnja 2006. godine u 1.000 primjeraka. U časopisu su obuhvaćena sva aktualna zbivanja na području općine u proteklih nekoliko mjeseci.
Izvor:
- Glas Slavonije, LXXXVI, 27040, 17 - Osijek, 9. I. 2006.